# Секуньяго
Секуньяго, Секуньяґо (італ. Secugnago) — муніципалітет в Італії, у регіоні Ломбардія, провінція Лоді.
Секуньяго розташоване на відстані близько 440 км на північний захід від Рима, 45 км на південний схід від Мілана, 13 км на південний схід від Лоді.
Населення — 2040 осіб (2014).

## Демографія
Населення за роками:

Станом на 1 січня 2023 року в муніципалітеті офіційно проживали 254 іноземці з 22 країн, серед них 87 громадян країн Євросоюзу та 5 громадян України.

## Сусідні муніципалітети
- Брембіо
- Казальпустерленго
- Маїраго
- Турано-Лодіджано